# La Chatte à deux têtes
La Chatte à deux têtes és una pel·lícula dramàtica francès dirigida per Jacques Nolot, estrenada el 2002. La pel·lícula ha estat citada com a preferida pel cineasta John Waters, que la va presentar com la seva selecció anual dins del Festival de Cinema de Maryland de 2005.

## Argument
En un cinema pornogràfic de Pigalle, comença una complicada història d'amor entre la caixera italiana, el jove projeccionista i un home d'uns cinquanta anys.

## Repartiment
- Vittoria Scognamiglio: la caixera
- Jacques Nolot: l'home de 50 anys
- Sébastien Viala: el projeccionista
- Olivier Torres: l'home del vestit groc
- Lionel Goldstein: l'home de l'impermeable negre / l'andrògin
- Frédéric Longbois: Ulls de brasa / l'home del ventall
- Fouad Zeraoui: el travesti/l'home que s'ha omplert
- Jean-Louis Coquery: l'home nu

## Producció
El rodatge va durar tres setmanes, va tenir lloc a l'antic cinema porno Le Méry, situat place de Clichy. Diverses escenes que es mostren a la pantalla del cinema de la pel·lícula són extractes de pel·lícules pornogràfiques preexistents.

## Premis i distincions
Durant el 55è Festival Internacional de Cinema de Canes, va formar part de la selecció oficial de Un certain regard. També va participar en la XXIII edició de la Mostra de València, on va guanyar la Palmera d’Or.
| Any  | Cerimònia o recompensa | Cita                          |
| ---- | ---------------------- | ----------------------------- |
| 2002 | Premi Louis-Delluc     | Millor pel·lícula             |
| 2002 | Mostra de València     | Palmera d’O                   |
| 2002 | Mostra de València     | Menció a la millor fotografia |